# Lajos Somodi
Lajos Somodi   (Abádszalók, 4 de desembre de 1928 - Budapest, 9 de maig de 2012) va ser un tirador d'esgrima hongarès, especialista en floret, que va competir durant la dècada de 1950. El seu fill, Lajos Somodi Jr., també fou un tirador d'esgrima olímpic.
El 1956 va prendre part en els Jocs Olímpics d'Estiu de Melbourne, on va disputar dues proves del programa d'esgrima. Guanyà la medalla de bronze en la competició de floret per equips, mentre en la de floret individual quedà eliminat en sèries.
En el seu palmarès també destaca una medalla d'or al Festival Mundial de la Joventut i els Estudiants de 1955 i un campionat nacional, el 1956.